# جبل أبو غنيمة
ويقع إلي الشمال الغربي من الهفوف وإلي الجنوب من حدائق عين نجم، وهو تابع لمصلحة المياه والصرف الصحي حيث يوجد الخزان الرئيسي، وانحداره سهل وموقعه متوسط بالنسبة للهفوف والمبرز, وقد قامت بجواره عدد من الدوائر الحكومية الحديثة، أهمها مبنى المحافظة والبلدية والبريد والجوازات والأسواق المركزية ومركز المعارض؛ والى جانب هذا وزارة البيئة والمياه والزراعة.